# 以色列華人
以色列的華人，由幾個獨立的群體組成，包括從中國移民到以色列的猶太人群體，以及在以色列的大學學習的中國學生、商人和客工，以及中國血統的以色列公民。

## 中國移民

### 上海的猶太人
埃利泽·马罗姆是以色列第一位華裔高級軍官，他於2007年被任命為以色列海軍的少將，是早期移民以色列的中國人。他的母親是華人-猶太社區的成員，是當地一名中國男子和一名俄羅斯猶太婦女的女兒。她嫁給了馬羅姆的父親，他在二戰期間從德國逃到中國。1955年，這對夫婦搬到了以色列，埃利泽·马罗姆出生在那裡。
另一位具有類似背景的移民是莎拉·伊馬斯，她是父親是德國猶太人，母親是江蘇人，在上海出生和長大。她於1991年41歲時移民到以色列，並受到時任以色列總理伊薩克·拉賓的接見，成為兩國建交后第一位從中華人民共和國移民到以色列的猶太移民。在獲得以色列公民身份並在以色列生活了十年後，她作為一家鑽石公司的代表回到上海。

## 開封猶太人
2005年，總部設在耶路撒冷的私人資助保守猶太教組織「沙維以色列」（Shavei Israel）開始幫助開封的猶太後裔作aliyah(重新皈依)，首先將他們帶到以色列，然後準備他們皈依正統派猶太教，以便根據《回歸法》合法地留下來。開封的大多數猶太後裔是父系猶太人後裔，而不是母系猶太人後裔。因此，以色列宗教法庭要求他們接受皈依，才能被承認為猶太人(猶太人是禺系繼承身份)。
在估計有3,000名猶太後裔中，第一個抵達的是所羅門·金，他於2000年與妻子迪娜和女兒Shalva一起抵達以色列。他以旅遊簽證進入該國並逾期居留，在他的居留權得到承認之前幾乎被驅逐出境。
沙維以色列已為14名中國公民取得aliyah，並經歷了移民和皈依的過程。創始人邁克爾·弗洛因德表示，如果以色列的官僚主義和宗教皈依程序不那麼複雜，他的組織將帶來更多。

## 外勞
2001年，在以色列的中國工人人數估計為23,000人，其中不到一半受雇。許多人非法進入該國，並違反簽證條款工作。

## 工作簽證和工資
根據促進外國工人利益的非營利組織Kav LaOved（工人熱線）的說法，中國工人向中間人支付12,000美元的傭金，以獲得在以色列工作的許可。據稱，有些人為工作簽證支付高達19,000 美元。這通常是通過家庭成員作為貸款擔保人來支付的。據估計，大約70%流向了以色列人力公司。工資可能高達 1,500美元，儘管他們並不總是得到全額支付。人力公司還經常扣留工人的護照，據稱是為了保管，並強迫工人付款以取回護照。
2011年4月，八名參與為以色列建築業提供中國工人的人員因剝削工人的罪名被捕。
由於中國工人在該國沒有社區來幫助他們，如果他們遇到簽證問題，沒有接受過他們被帶到以色列的工作培訓，或者發現自己與一個不道德的僱主在一起，他們可能會被驅逐出境。根據以色列國家審計長1998年的一份報告，僱主未能支付必要的費用導致其工人被捕作為懲罰。如果僱主將工人送到簽證中未指定的地方，工人將被逮捕和驅逐出境。
2003年，以揭露腐敗行為、説明同事以及在華人社區、警方和新聞界擔任聯絡人而聞名的中國工人王昌志在以色列逗留了七年後被捕，其中六年是非法入境的。內政部長阿夫拉罕·波拉茲在回復一封信時說：“我們對培養中國本土領導層不感興趣。他們來這裡工作幾年，然後返回自己的國家。他們不需要有領導。
2017年，以色列和中國簽署了一項協定，將約6000名中國建築工人帶到以色列工作。